# 1712
1712 (MDCCXII) byl rok, který dle gregoriánského kalendáře započal pátkem.

## Události
- 30. února – Ve Švédsku byl mimořádně do gregoriánského kalendáře zapsán 30. únor.
- 9. března – Chorvatský Sabor přijal Chorvatskou pragmatickou sankci.
- 22. květen – Papež Klement XI. prohlásil Pia V. za svatého.
- Petrohrad se stal hlavním městem Ruska.
- Lichtenštejnové koupili hrabství Vaduz.
- Válka o španělské dědictví: útlum bojů, protifrancouzská koalice se pomalu rozpadá.

### Probíhající události
- 1700–1721 – Severní válka
- 1701–1714 – Válka o španělské dědictví

## Vědy a umění
- Anglický matematik Brook Taylor uveřejnil popis nové metody pro aproximaci hodnoty funkce: Taylorovu řadu.
- Angličtí vynálezci Thomas Newcomen a Thomas Savery vyrobili atmosférický parní stroj pro čerpání vody z dolů.
- Byla vydána část Starého zákona Bible svatováclavské.

## Narození

### Česko
- 17. ledna – Jan Matěj Butz z Rollsbergu, olomoucký kanovník († 19. července 1803)
- 1. srpna – František Preiss, barokní sochař (* 1660)
- 15. srpna – Silvestr Weltz, kapelník a hudební skladatel († 29. května 1774)
- neznámé datum
  - Josef Azzoni, právník († 25. listopadu 1760)
  - Antonín Jiránek, skladatel († 16. ledna 1761)

### Svět

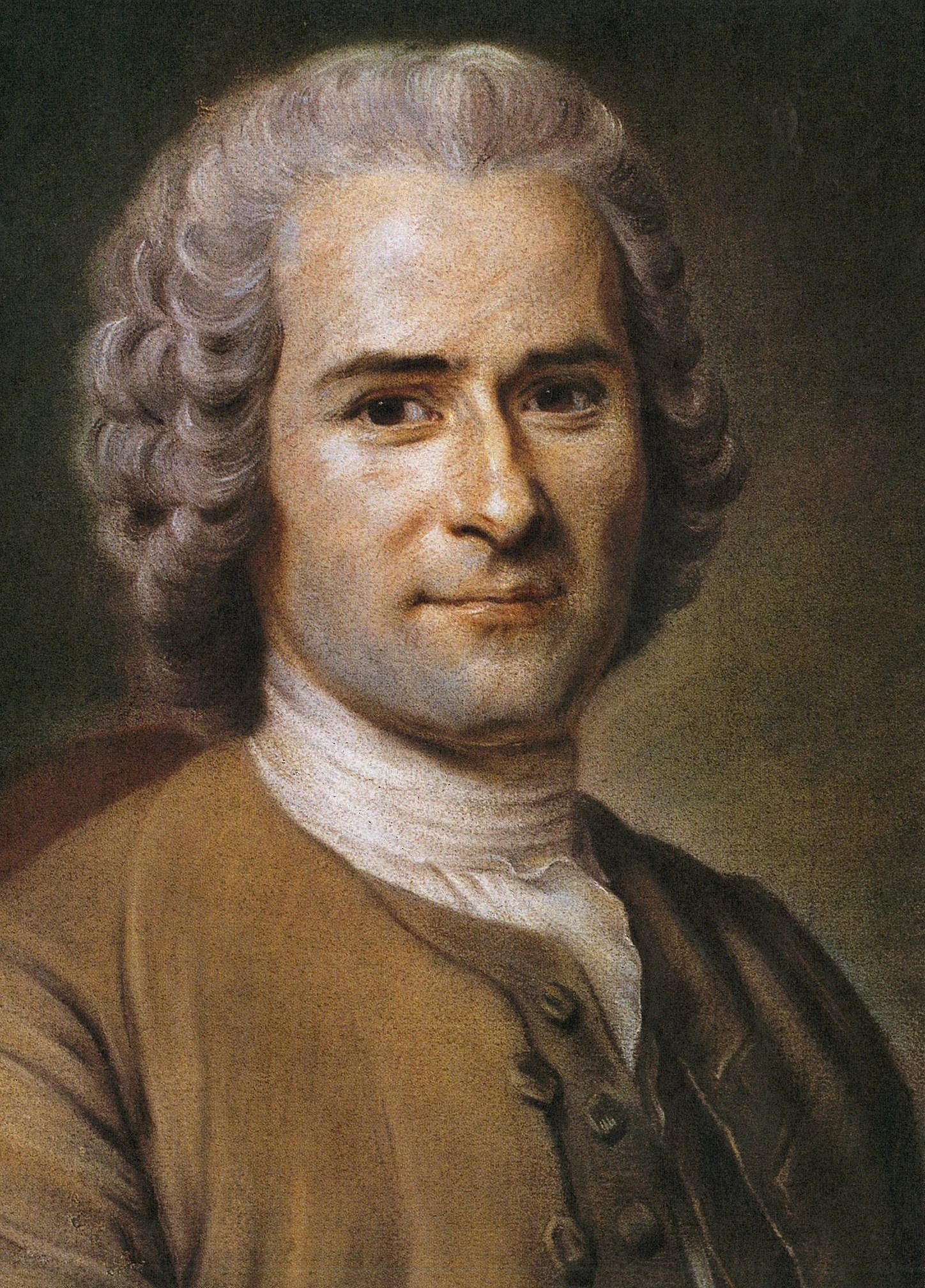
Jean-Jacques Rousseau (* 28. června)

- 24. ledna – Fridrich II. Veliký, pruský král († 17. srpna 1786)
- 28. ledna – Iešige Tokugawa, japonský vládce (šógun) († 13. července 1761)
- 31. ledna – Samuel Lišovíni, slovenský duchovní a spisovatel († 4. září 1774)
- 1. února – Konrad Ernst Ackermann, německý divadelní herec († 13. listopadu 1771)
- 28. února – Louis-Joseph de Montcalm, francouzský vojevůdce v Severní Americe († 14. září 1759)
- 5. května – František Antonín Schrattenbach, moravský zemský hejtman († 22. května 1783)
- 28. června – Jean-Jacques Rousseau, francouzský filosof a spisovatel († 2. července 1778)
- 5. října – Francesco Guardi, benátský malíř († 1. ledna 1793)
- 14. října – George Grenville, britský státník († 13. listopadu 1770)
- 24. října – Johana Alžběta Holštýnsko-Gottorpská, německá regentka za syna Fridricha Augusta († 30. května 1760)
- 12. prosince – Karel Alexandr Lotrinský, bratr císaře Františka I. Štěpána, velmistr Řádu německých rytířů († 4. července 1780)
- neznámé datum – Richard Glover, anglický básník a politik († 25. listopadu 1785)

## Úmrtí

### Česko
- 23. srpna – Jan Kryštof Liška, malíř (* 1650)
- 9. září – Jan Jiří Heinsch, malíř (* 1647)

### Svět

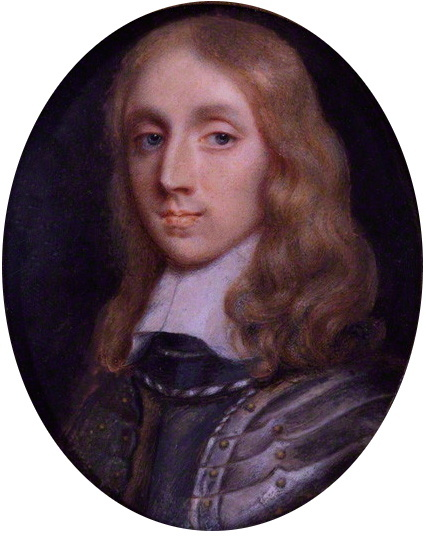
Richard Cromwell († 12. července)

- 12. února – Marie Adelaide Savojská, savojská princezna (* 6. prosince 1685)
- 22. února – Nicolas Catinat, francouzský vojevůdce (* 1. září 1637)
- 23. února – Ludvík Francouzský, vévoda burgundský (* 16. srpna 1682)
- 25. března – Nehemiah Grew, anglický botanik (* září 1641)
- duben – Francesco Ballarotti, italský hudební skladatel (* 1660)
- 11. dubna – Richard Simon, francouzský katolický kněz, hebraista a orientalista (* 13. května 1638)
- 18. dubna – Luisa Marie Teresa Stuartovna, dcera anglického krále Jakuba II. (* 28. června 1692)
- 5. května – Malachiáš Welcker, převor oseckého kláštera a kronikář (* ? 1644)
- 11. června – Louis Joseph de Bourbon, vévoda z Vendôme, francouzský maršál (1. července 1654)
- 16. června – Jan Adam I. z Lichtenštejna, třetí lichtenštejnský kníže ( 16. srpna 1662)
- 12. července – Richard Cromwell, lord protektor Anglie, Skotska a Irska (* 4. října 1626)
- 26. července – Thomas Osborne, 1. vévoda z Leedsu, anglický státník a šlechtic (* 20. února 1632)
- 7. srpna – Friedrich Wilhelm Zachow, německý varhaník a hudební skladatel (* 14. listopadu 1663)
- 10. září – Martin z Kochemu, německý kněz a spisovatel (* 13. prosince 1634)
- 14. září – Giovanni Domenico Cassini, italsko-francouzský astronom (* 8. června 1625)
- 15. září – Sidney Godolphin, anglický státník a hrabě (* 15. června 1645)
- 21. prosince – Jan Václav Vratislav z Mitrovic, český politik a diplomat (* 25. listopadu 1669)
- neznámé datum – Denis Papin, francouzský matematik, fyzik a vynálezce (* 1647)

## Hlavy států
- Dánsko-Norsko – Frederik IV. (1699–1730)
- Francie – Ludvík XIV. (1643–1715)
- Habsburská monarchie – Karel VI. (1711–1740)
- Osmanská říše – Ahmed III. (1703–1730)
- Polsko – August II. (1709–1733)
- Portugalsko – Jan V. (1706–1750)
- Prusko – Fridrich I. (1688–1713)
- Rusko – Petr I. (1682–1725)
- Španělsko – Filip V. (1700–1724)
- Švédsko – Karel XII. (1697–1718)
- Velká Británie – Anna Stuartovna (1702–1714)
- Papež – Klement XI. (1700–1721)
- Japonsko – Nakamikado (1709–1735)
- Perská říše – Husajn Šáh (1694–1722)